# Nilsia cuvieriana
Nilsia cuvieriana är en snäckart som först beskrevs av Suter 1908.  Nilsia cuvieriana ingår i släktet Nilsia och familjen Vanikoridae. Inga underarter finns listade i Catalogue of Life.